# DDR-Oberliga 1955
In 1955 werd het zevende seizoen van de DDR-Oberliga gespeeld, de hoogste klasse van de DDR. Het ging om een overgangskampioenschap omdat de competitie naar Sovjet-voorbeeld werd gewijzigd en in één kalenderjaar afgewerkt werd. Om het einde van seizoen 1954/55 in de zomer en de start van seizoen 1956 in het voorjaar te overbruggen werd er een kampioenschap gespeeld van dertien wedstrijden waarbij geen officiële kampioen werd aangeduid en er ook geen degradanten waren. De overgangsronde werd door SC Wismut Karl-Marx-Stadt gewonnen. 

## Seizoensverloop
Dynamo Berlin nam al snel de leiding maar gaf deze op de 9de speeldag af aan Wismut Karl-Marx-Stadt en moest later ook nog Empor Rostock voor laten gaan. Wismut gaf de leiding niet meer af ook al viel de beslissing pas op de laatste speeldag. Hiermee begon voor de vicekampioen van het voorgaande seizoen en de bekerwinnaar een gouden tijd die tot het einde van de jaren vijftig duurde en drie landstitels met zich meebracht. Turbine Erfurt, de kampioen van de voorbije twee jaar eindigde slechts in de middenmoot. 
Er kwamen 1.057.000 toeschouwers naar de 91 Oberligawedstrijden wat neerkomt op 11.615 per wedstrijd. 

### Eindstand
|     | Club                            | Wed | W | G | V | Pnt   | Saldo |
| --- | ------------------------------- | --- | - | - | - | ----- | ----- |
| 1.  | SC Wismut Karl-Marx-Stadt (B)   | 13  | 8 | 4 | 1 | 30:13 | 20    |
| 2.  | SC Empor Rostock                | 13  | 8 | 3 | 2 | 25:13 | 19    |
| 3.  | SC Dynamo Berlin                | 13  | 8 | 2 | 3 | 35:12 | 18    |
| 4.  | BSG Motor Zwickau               | 13  | 7 | 3 | 3 | 36:21 | 17    |
| 5.  | BSG Rotation Babelsberg         | 13  | 6 | 3 | 4 | 29:24 | 15    |
| 6.  | SC Lokomotive Leipzig           | 13  | 6 | 2 | 5 | 21:17 | 14    |
| 7.  | SC Fortschritt Weißenfels (N)   | 13  | 5 | 3 | 5 | 19:20 | 13    |
| 8.  | SC Turbine Erfurt (K)           | 13  | 5 | 3 | 5 | 16:18 | 13    |
| 9.  | BSG Lokomotive Stendal (N)      | 13  | 5 | 1 | 7 | 16:31 | 11    |
| 10. | ZSK Vorwärts Berlin             | 13  | 4 | 2 | 7 | 26:28 | 10    |
| 11. | SC Rotation Leipzig             | 13  | 4 | 2 | 7 | 16:27 | 10    |
| 12. | SC Einheit Dresden              | 13  | 3 | 2 | 8 | 21:24 | 8     |
| 13. | SC Aktivist Brieske-Senftenberg | 13  | 4 | 0 | 9 | 17:33 | 8     |
| 14. | BSG Chemie Karl-Marx-Stadt      | 13  | 2 | 2 | 9 | 16:42 | 6     |

| (K) | Titelverdediger            |
| (B) | Bekerwinnaar vorig seizoen |
| (N) | Gepromoveerd               |

## Naamswijzigingen
BSG Fortschritt Weißenfels werd in een sportclub ondergebracht en wijzigde de naam in SC Fortschritt Weißenfels. 
Na het einde van de overgangsronde werd BSG Chemie Karl-Marx-Stadt ontbonden en de club ging op in SC Motor Karl-Marx-Stadt. 

## Topschutters
Er vielen 323 goals wat neerkomt op 3,55 per wedstrijd. 
|    | Speler          | Club                      | Goals |
| -- | --------------- | ------------------------- | ----- |
| 1. | Klaus Selignow  | BSG Rotation Babelsberg   | 12    |
| 2. | Günter Schröter | SC Dynamo Berlin          | 11    |
| 3. | Willy Tröger    | SC Wismut Karl-Marx-Stadt | 9     |
| 3. | Rolf Fritzsche  | ZSK Vorwärts Berlin       | 9     |
| 3. | Arthur Bialas   | SC Empor Rostock          | 9     |